# Epic Games
Epic Games, Inc. američka je tvrtka za izradu videoigara i softvera sa sjedištem u Caryju, Sjevernoj Karolini. Tvrtku je osnovao Tim Sweeney pod imenom Potomac Computer Systems 1991. godine, a izvorno se nalazila u kući njegovih roditelja u Potomacu, Marylandu. Nakon njegova prvog komercijalnog izdanja videoigara, ZZT -a (1991.), tvrtka je početkom 1992. postala Epic MegaGames, Inc. i dovela je Marka Reina, koji je do danas potpredsjednik tvrtke. Preseljenjem sjedišta u Cary 1999. godine, naziv tvrtke pojednostavljen je u Epic Games.
Epic Games razvija Unreal Engine, komercijalno dostupan engine za igre koji također pokreće njihove interno razvijene videoigre, kao što su Fortnite i Unreal, Gears of War i Infinity Blade. Godine 2014. Unreal Engine proglašen je "najuspješnijim engineom videoigara" prema Guinnessovoj knjizi rekorda.
Epic Games posjeduje programerske tvrtke videoigara Chair Entertainment, Psyonix i Mediatonic, kao i programersku tvrtku softvera zasnovanog na oblaku Cloudgine te upravlja istoimenim podstudijima u Seattleu, Engleskoj, Berlinu, Yokohami i Seulu. Dok Sweeney ostaje kontrolni dioničar, Tencent je 2012. godine stekao 48,4% nepodmirenog udjela, što je jednako 40% ukupnog Epica, u sklopu sporazuma, čiji je cilj premještanje Epica prema igrama kao modelu usluga. Nakon objavljivanja popularnog Fortnite Battle Royalea 2017. godine, tvrtka je stekla dodatna ulaganja koja su omogućila proširenje ponude Unreal Engine, uspostavljanje esport događaja oko Fortnitea i pokretanje trgovine Epic Games Store. Od travnja 2021. tvrtka ima vrijednost kapitala od 28,7 milijardi USD.
Epic je 13. kolovoza 2020. objavio verziju Fortnitea koja je uključivala stalni popust na V-buckse na svim platformama, ali za one na iOS i Android uređajima, samo ako su kupili izravno putem Epica, zaobilazeći Appleove i Googleove izloge. I Apple i Google odmah su uklonili igru zbog kršenja uvjeta pružanja usluge izloga dodavanjem vlastitog izloga, što je dovelo do toga da je Epic Games istog dana podnio tužbe protiv obje tvrtke, optužujući ih za antimonopolsko ponašanje u načinu na koji upravljaju svojim trgovinama aplikacija.
Tvrtka je proizvela igre: Fortnite, Paragon, Dauntless, Diabotical i mnoge druge.